# پاک‌کننده (فیلم)
پاک‌کننده (به انگلیسی: Eraser) یک فیلم اکشن آمریکایی محصول سال ۱۹۹۶ به کارگردانی چاک راسل با بازی آرنولد شوارتزنگر، ونسا ال. ویلیامز، جیمز کان، جیمز کابرن و رابرت پاستریولی است. این فیلم دربارهٔ یک مارشال آمریکایی از (برنامه حفاظت از شاهدان فدرال ایالات متحده) است که از یک عامل ارشد که در مورد یک معامله تسلیحاتی غیرقانونی شهادت می‌دهد محافظت می‌کند و زمانی که مشخص می‌شود یکی از خودی‌ها فاسد است مجبور به مبارزه با متحدان سابق خود می‌شود.
این فیلم یک موفقیت تجاری بود و بیش از ۲۴۲ میلیون دلار در مقابل بودجه ۱۰۰ میلیون دلاری فروخت. نقدهای متفاوتی از سوی منتقدان دریافت کرد، اما آنها بازی‌های ویلیامز و شوارتزنگر، سکانس‌های اکشن و جلوه‌های بصری را تحسین کردند. این فیلم در ۲۱ ژوئن ۱۹۹۶ در ایالات متحده اکران شد و در سال ۱۹۹۷ نامزد جایزه اسکار بهترین تدوین صدا شد. همچنین این فیلم یکی از اولین فیلم‌های مهمی بود که به صورت دی‌وی‌دی منتشر شد. بازسازی این فیلم با عنوان پاک‌کننده دوباره متولد شد با بازی دومینیک شروود در سال ۲۰۲۲ به صورت ویدئویی منتشر شد.

## داستان
«جان کروگر» (شوارتزنگر) مأمور عالی رتبهٔ برنامهٔ محافظتی از «شاهدان» در آمریکا است. وظیفه وکار او پاک کردن گزارش‌های مربوط به شاهدان است و با هر کس که بخواهد به آنان دست درازی کند، درمی‌افتد.